# Docusato de sódio
O dioctilsulfosuccinato de sódio, também conhecido como docusato de sódio, é um laxante utilizado para tratamento da obstipação. Considera-se uma boa opção para crianças que têm fezes duras, servindo como amolecedor. Para a constipação, devido ao uso de opiáceos pode ser utilizado como um estimulante laxante. Pode ser administrado por via oral ou rectal. Normalmente, começa a surtir efeito dentro de um a três dias.
Os efeitos secundários são pouco frequentes. Em raras ocasiões pode provocar choques abdominais ou diarreia. O seu uso a longo prazo pode prejudicar o normal funcionamento intestinal. O docusato pode ser tomado durante a gravidez e o período de amamentação. É um laxante que amolece as fezes ao permitir que estas possam absorver uma maior quantidade de água. Normalmente existe na forma de sais de sódio, cálcio ou potássio.
Consta na Lista de Medicamentos Essenciais da Organização Mundial de Saúde, considerados os mais eficazes e seguros para responder às necessidades de um sistema de saúde. Encontra-se disponível como um medicamento genérico e não é muito caro. Nos Estados Unidos, cem doses custam cerca de 14 USD. O dioctilsulfosuccinato de sódio também é utilizado como um aditivo alimentar, emulsionante, dispersante e umectante, entre outros usos.